# Hausschaltung
Die Hausschaltung (auch HS-Schaltung, schwäbische Hausschaltung, Schwabenschaltung oder Kellerlichtschaltung) ist eine besondere Form einer Wechselschaltung, die in den 1950er bis 1980er Jahren gewährleisten sollte, dass die Stromkosten der elektrischen Beleuchtung des Kellers eines Mehrfamilienhauses, welche vergessen wurde auszuschalten, von demjenigen getragen werden müsse, der vergessen hat, sie auszuschalten.

## Die elektrische Schaltung und die Funktion

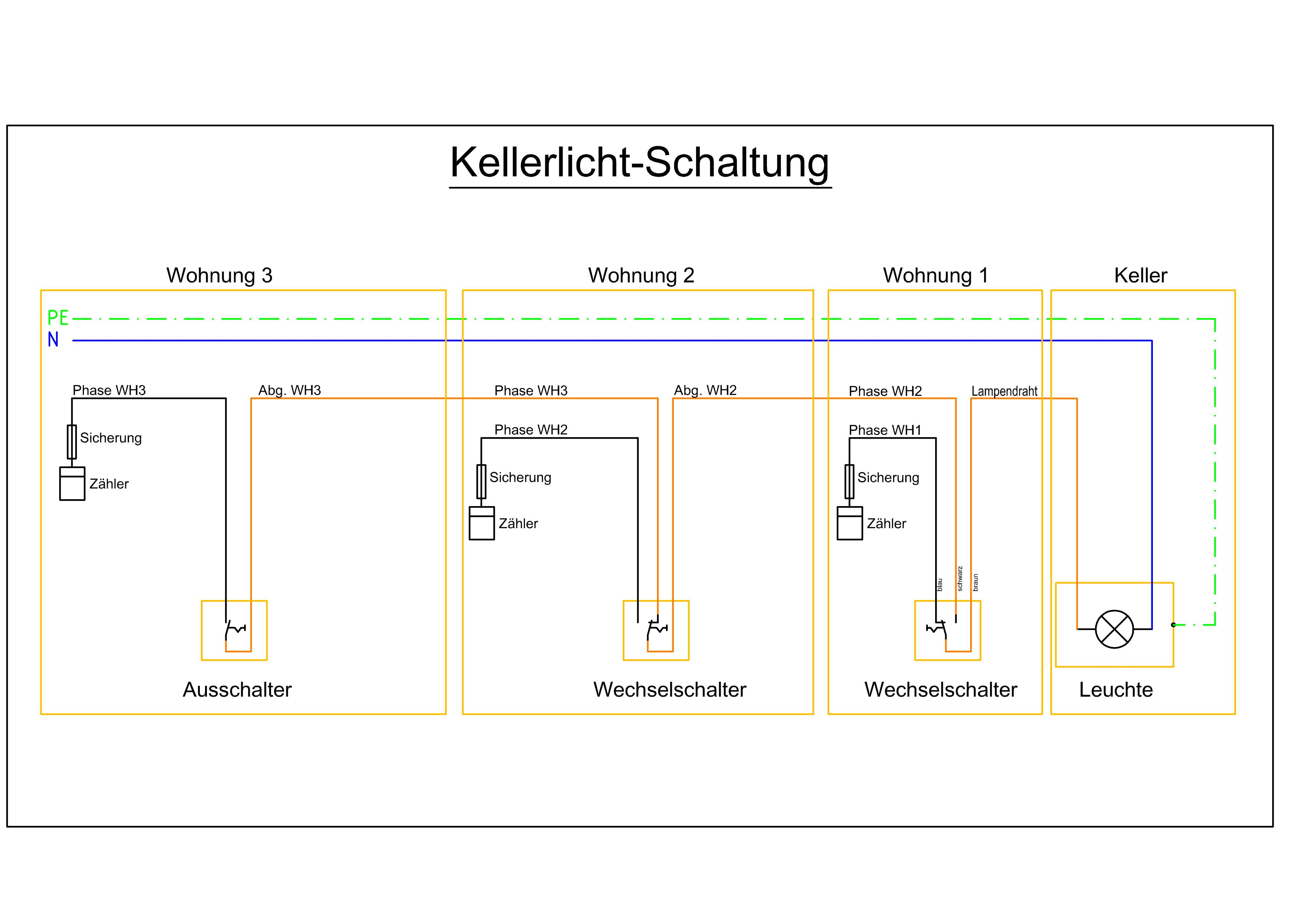
Elektrische Schaltung am Beispiel mit drei Hausparteien

Schalter in einer Wohnung

Die Hausschaltung basiert auf der Verwendung von Schaltern, die, technisch gesehen, denen von handelsüblichen Wechselschaltern annähernd gleichen. Lediglich die erhöhte Spannungsfestigkeit für den Einsatz bis 380 V unterschied sie in der damaligen Zeit von den Wechselschaltern, die ehemals lediglich für den Einsatz bei 220 V zugelassen waren.
Ein (beliebiger) Außenleiter wird durch eine beliebige Anzahl von Wechselschaltern geleitet, wie in nebenstehender Schaltskizze dargestellt, bis der Stromkreis zum Verbraucher, der Leuchte im Keller eines Mehrfamilienhauses, geschlossen ist und damit das Kellerlicht leuchtet.
Im Grunde war die Idee dieser Schaltung, die in den 1950er bis 1970er Jahren vorrangig im Raum Baden-Württemberg eingesetzt wurde, dass die Wohnpartei, die das Kellerlicht einschaltet, auch die dadurch entstandenen Kosten tragen soll, da der dafür nötige Strom über den jeweiligen Stromzähler der betreffenden Wohnpartei geleitet wurde. Der Stromverbrauch wird damit von der Wohnpartei bezahlt, die ihren Kellerlichtschalter angeschaltet ließ.
Eine praktische Besonderheit war der Umstand, dass die Wohnpartei die dem Kellerlicht am nächsten war und die durch eigenes Verschulden das Kellerlicht angeschaltet ließ, die Stromkosten immer voll tragen musste. Bei den anderen, nachgelagerten Hausparteien bestand die Möglichkeit, dass eine andere Hauspartei näher am Kellerlicht ebenfalls vergaß das Kellerlicht auszuschalten – in diesem Fall übernahm diese Partei die Stromkosten.
Im Prinzip bezahlt bei dieser Schaltung immer jene Wohnpartei den Strom, welche
1. das Kellerlicht am eigenen Schalter eingeschaltet hat und
2. in der elektrischen Reihenschaltung der Wechselschalter am nächsten zum Kellerlicht ist.

## Gefahren
Durch die Verwendung der Hausschaltung entstanden auch Gefahren. Da es mehrere Stromkreise gibt, die zum Kellerlicht führen, ist die Spannungsfreiheit nicht alleine damit gewährleistet, nur einen Stromkreis bei einer Wohnpartei durch das Entfernen oder Ausschalten einer Sicherung spannungsfrei zu schalten. Die Glühlampe im Kellerlicht konnte je nach Schalterstellung von verschiedenen Wohnparteien versorgt werden, je nachdem welche Wohnpartei ihren Kellerschalter gerade angeschaltet hatte.
Außerdem bestand ein gewisses Gefahrenpotenzial dadurch, dass in den einzelnen Schaltern in Abhängigkeit der angeschlossenen Außenleiter (Phasen) in den einzelnen Wohnungen durchaus eine Spannung von 400 V (Spannung zwischen zwei Außenleitern) anliegen konnte. Darüber hinaus war es nicht ausgeschlossen, dass bei Renovierungsarbeiten – aus Unkenntnis der verwendeten Schaltungsart – die damals bei dieser Schaltung zu verwendenden Wechselschalter, die bis 400 V (bzw. 380 V) zugelassen waren, versehentlich durch reguläre 230-V-Wechselschalter ersetzt wurden.

## Heutige Zulassung
Die Hausschaltung ist seit April 1988 für Neuinstallationen nach DIN-VDE 0100-550 nicht mehr vorgesehen. Wie für alle bereits existierenden Elektroinstallationen gilt eine Art „Bestandsschutz“ (genauer: keine Nachrüstverpflichtung), der jedoch erlischt, sobald die bereits bestehende Elektroinstallation geändert, erweitert oder neu installiert wurde.